# New Zealand Open 2006
Die New Zealand Open 2006 im Badminton fanden vom 1. bis zum 6. August 2006 in Auckland, Neuseeland, statt. Das Preisgeld betrug 30.000 US-Dollar.

## Sieger und Platzierte
| Disziplin    | Gold                              | Silber                                 | Bronze                                 |
| ------------ | --------------------------------- | -------------------------------------- | -------------------------------------- |
| Herreneinzel | Lee Tsuen Seng                    | Ronald Susilo                          | Andrew Smith                           |
| Herreneinzel | Lee Tsuen Seng                    | Ronald Susilo                          | Lee Yen Hui Kendrick                   |
| Dameneinzel  | Huang Chia-chi                    | Xing Aiying                            | Yoshimi Hataya                         |
| Dameneinzel  | Huang Chia-chi                    | Xing Aiying                            | Li Li                                  |
| Herrendoppel | Eng Hian Rian Sukmawan            | Hendri Kurniawan Saputra Hendra Wijaya | Koichi Saeki Shoji Sato                |
| Herrendoppel | Eng Hian Rian Sukmawan            | Hendri Kurniawan Saputra Hendra Wijaya | Craig Cooper Daniel Shirley            |
| Damendoppel  | Jiang Yanmei Li Yujia             | Lim Pek Siah Joanne Quay               | Shinta Mulia Sari Vanessa Neo Yu Yan   |
| Damendoppel  | Jiang Yanmei Li Yujia             | Lim Pek Siah Joanne Quay               | Purwati Meiliana Jauhari               |
| Mixed        | Hendri Kurniawan Saputra Li Yujia | Hendra Wijaya Liu Fan Frances          | Geoffrey Bellingham Rebecca Bellingham |
| Mixed        | Hendri Kurniawan Saputra Li Yujia | Hendra Wijaya Liu Fan Frances          | Glenn Warfe Susan Dobson               |

## Finalresultate
| Disziplin    | Sieger                            | Finalist                               | Ergebnis           |
| ------------ | --------------------------------- | -------------------------------------- | ------------------ |
| Herreneinzel | Lee Tsuen Seng                    | Ronald Susilo                          | 21:18 21:13        |
| Dameneinzel  | Huang Chia-chi                    | Xing Aiying                            | 21:18 22:24 21:15  |
| Herrendoppel | Eng Hian Rian Sukmawan            | Hendri Kurniawan Saputra Hendra Wijaya | 21:13 11:9 Aufgabe |
| Damendoppel  | Jiang Yanmei Li Yujia             | Lim Pek Siah Joanne Quay               | 21:11 19:21 21:15  |
| Mixed        | Hendri Kurniawan Saputra Li Yujia | Hendra Wijaya Liu Fan Frances          | 21:11 21:12        |